# Rödhalsad vallaby
Den rödhalsade vallabyn eller Bennetts vallaby (Macropus rufogriseus) är ett medelstort kängurudjur, som är vanligt förekommande i de bördigare områdena av östra Australien.
Artepitetet i det vetenskapliga namnet är bildat av de latinska orden rufus (röd) och griseus (grå). Det syftar på det röda huvudet och de röda axlarna samt på andra kroppsdelar som är gråa. Det andra svenska namnet syftar på zoologen Edward Turner Bennett.

## Utseende

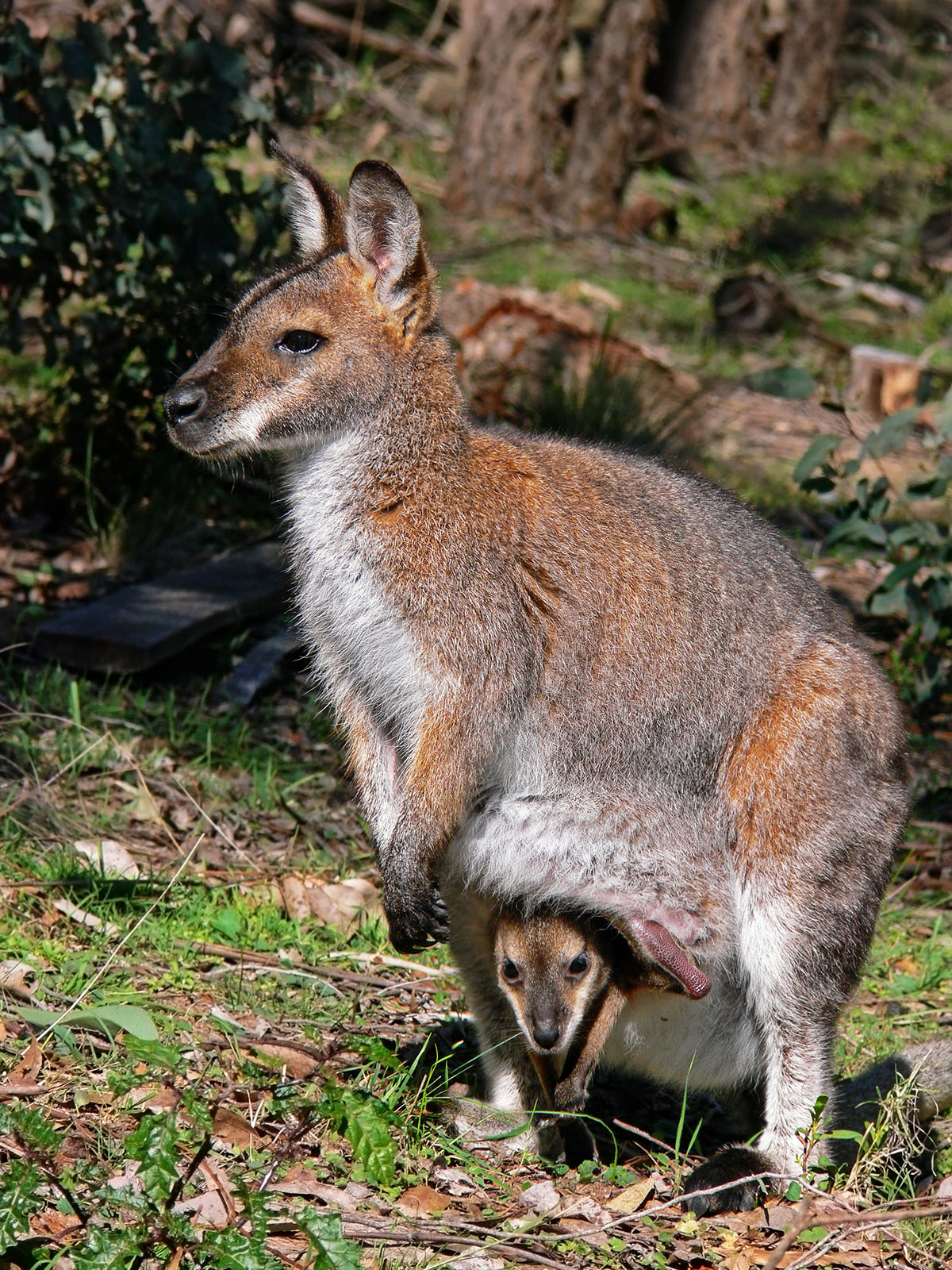
En hona av rödhalsad vallaby med unge

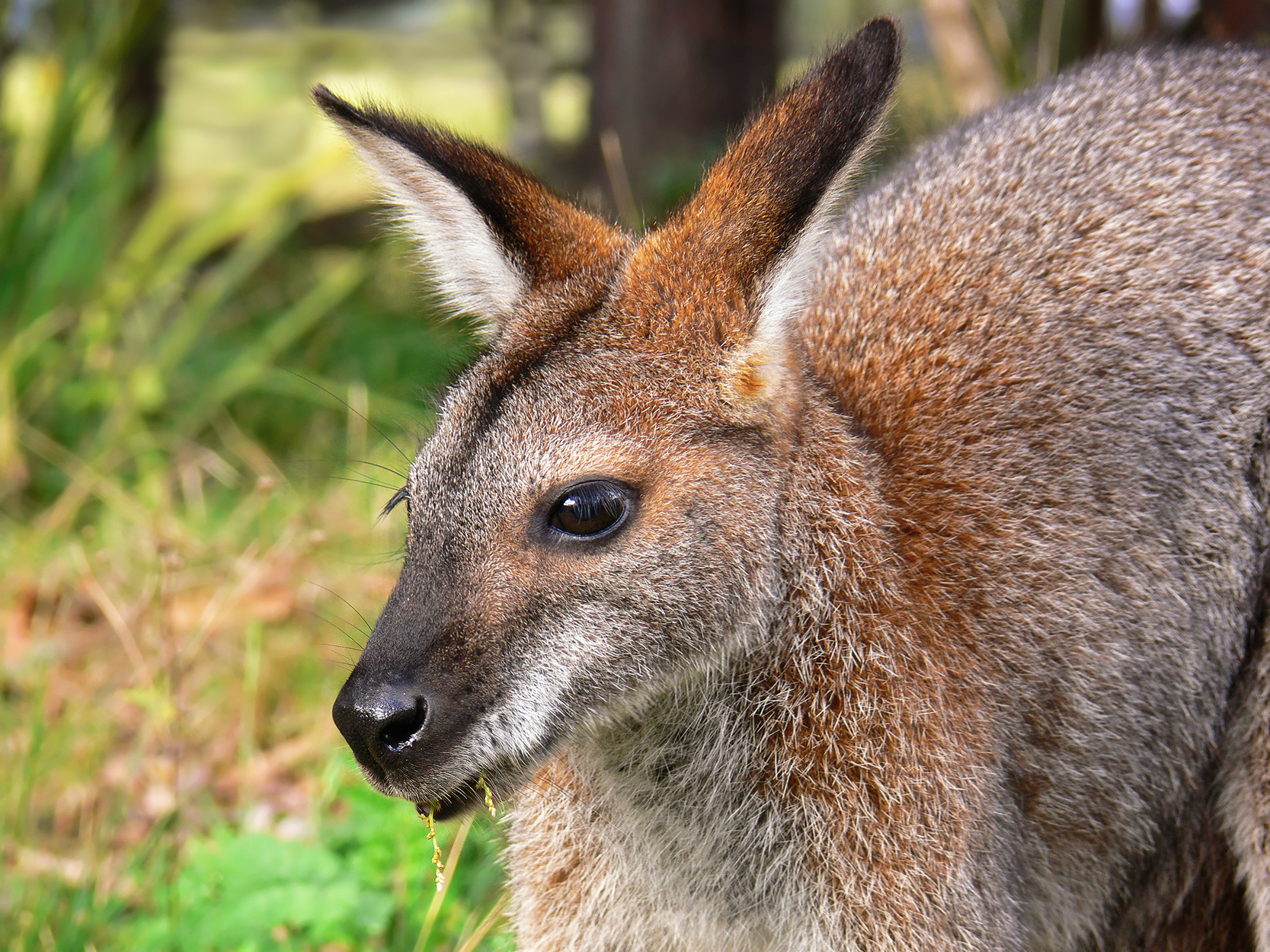
Närbild på rödhalsad vallaby

Den rödhalsade vallabyn är en av de större vallabyerna. Arten når en kroppslängd (huvud och bål) av 90 till 105 cm och en vikt mellan 13,5 och 18,5 kg. Svansen är ungefär 70–80 cm lång. Hanar blir betydligt större än honor. Den rödhalsade vallabyn känns igen på sin svarta eller mörkbruna nos och sina svarta tassar, den vita strimman på överläppen och den gråstrimmiga mellangrå pälsen som är rödtonad över axlarna. Öronen är med upp till 8 cm längd påfallande stora. Svansen är på ovansidan täckt av grå päls som blir vitare på undersidan.

## Utbredning och habitat
Arten förekommer i östra och sydöstra Australien samt på Tasmanien och på flera mindre öar i samma region. Rödhalsad vallaby vistas främst i skogar med eukalyptusträd och många buskar. Djuret hittas även i hedområden och på jordbruksmark.
Den rödhalsade vallabyn är det enda pungdjur som förekommer i vilt tillstånd i Europa, då förrymda individer på 1940-talet lyckades etablera sig i två olika områden i England. Det är osäkert om dessa kolonier fortfarande finns kvar, men det kommer fortfarande in rapporter om observationer av dem. Därutöver finns det en flock rödhalsade vallabyer på ön Inchconnachan i Loch Lomond i Skottland. Två par blev utplanterade 1975, och 1993 fanns det 23 individer i flocken.

## Ekologi
Rödhalsad vallaby är främst aktiv på morgonen och senare eftermiddagen. Under dagens heta timmar vilar den i skuggan av vegetationen. Individerna lever allmänt ensamma men bildar ibland flockar med upp till 30 medlemmar när de letar efter föda.
Arten äter gräs och örter samt några vätskefyllda rötter.
Honor kan para sig hela året men de flesta ungar föds mellan mars och maj. Arten föder en enda unge per kull. Dräktighetstiden är cirka 30 dygn, följt av en period på cirka 280 dygn i moderns pung (marsupium). Sedan stannar ungdjuret nära modern och 12 till 17 månader efter födelsen slutar honan med digivning. På Australiens fastland parar sig många honor direkt efter ungens födelse. Det befruktade ägget vilar en tid och ibland föds den nästa ungen bara två till fyra veckor efter att syskonet lämnade pungen.
Livslängden är vanligen 15 till 18 år.

## Underarter
Det finns två eller tre underarter. En underart Macropus rufogriseus rufogriseus lever på Tasmanien och är som de flesta ölevande arter mindre än den andra underarten. Den har längre päls och parar sig under sensommaren, vanligen februari till april. Arten har anpassat sig väl till att leva nära inpå människor och kan ofta ses beta på gräsmattor runtom Hobart och andra stadsområden. Fastlandsformen Macropus rufogriseus banksianus parar sig året om. Wilson & Reeder (2005) skiljer mellan tre underarter. Den tredje är Macropus rufogriseus fruticus.
Individer i fångenskap bevarar dessa parningssäsonger och en tasmansk hona som blir dräktig utanför parningssäsongen senarelägger födelsen till nästkommande sommar, ibland så mycket som åtta månader senare.